# Gananoque (Ontario)
Gananoque to miejscowość (ang. town) w Kanadzie, w prowincji Ontario, w hrabstwie Leeds And Grenville.
Powierzchnia Gananoque wynosi 7,29 km².
Według danych spisu powszechnego z roku 2001 Gananoque liczy 5167 mieszkańców (708,78 os./km²).